# San Juan Bautista del Ñeembucú
San Juan Bautista del Ñeembucú é uma cidade do Paraguai, Departamento Ñeembucú. Possui uma população de 6.008 habitantes. Sua economia é baseada na agropecuária e turismo.

## Transporte
O município de San Juan Bautista del Ñeembucú é servido pelas seguintes rodovias:
- Caminho em terra ligando a cidade ao município de Tacuaras
- Caminho em terra ligando a cidade ao município de Villa Oliva [1][2][3]